# Calliostoma antonii
Calliostoma antonii is een slakkensoort uit de familie van de Calliostomatidae. De wetenschappelijke naam van de soort is voor het eerst geldig gepubliceerd in 1843 door Koch in Philippi.